# Edmund Jankowski
Edmund Bernard Jankowski (28 de agosto de 1903-1 de noviembre de 1939) fue un deportista polaco que compitió en remo.
Participó en los Juegos Olímpicos de Ámsterdam 1928, obteniendo una medalla de bronce en la prueba de cuatro con timonel. Ganó una medalla de bronce en el Campeonato Europeo de Remo de 1929.

## Palmarés internacional
| Juegos Olímpicos   | Juegos Olímpicos         | Juegos Olímpicos  | Juegos Olímpicos   |
| Año                | Lugar                    | Medalla           | Prueba             |
| ------------------ | ------------------------ | ----------------- | ------------------ |
| 1928               | Ámsterdam (Países Bajos) | Medalla de bronce | Cuatro con timonel |
| Campeonato Europeo |                          |                   |                    |
| Año                | Lugar                    | Medalla           | Prueba             |
| 1929               | Bydgoszcz (Polonia)      | Medalla de bronce | Cuatro sin timonel |